# Корф, Александр Иванович
Барон Александр Иванович Корф (нем. Alexander Ewald von Korff; 29 июля (9 августа) 1794–15 (27) октября 1855) — генерал-лейтенант русской императорской армии.

## Биография
Происходил из курляндского рода Корф. Его родители — отставной капитан Нарвского пехотного полка Иван Иосифович Корф (1765—1821) и Анна Ивановна, урождённая баронесса Врангель. Кроме Александра в семье было ещё 10 детей: Иосиф (1789—1830), Иван (1790—1829), Шарлотта (1791—1875), Анастасия (1792—1868), Николай (1793—1869), Фёдор (1796—1858), Франц (1798—1822), Егор (1800—1880), Анна (1801—1884), Павел (1803—1867), Елизавета (1805—1888).
Службу начал в 1-й Резервной артиллерийской бригаде. Офицерское звание получил 16 апреля 1812 года. В 1813 году был награждён орденом Св. Анны 3-й (4-й) степени.
Принимал участие в подавлении польского восстания; в 1831 году был награждён орденом Св. Анны 2-й степени и золотой полусаблей с надписью «За храбрость». В период с 8.11.1833 по 11.12.1835 командовал 3-й артиллерийской легкоконной бригадой 3-й гвардейской пехотной дивизии; состоял при Штабе Е.И.В. по управлению генерал-фельдцейхмейстера. Генерал-майор с 3 апреля 1838 года с назначением командиром 2-й бригады 2-й драгунской дивизии; в декабре 1838 года получил за выслугу орден Св. Георгия 4-го класса. 
Генерал-лейтенант с 6 декабря 1850 года; командовал 1-й кавалерийской дивизией.
Умер в 1855 году, похоронен в Бауске на городском кладбище.

## Награды
- Орден Святой Анны 3-й (4-й) степени (21 августа 1813)[5]
- Орден Святой Анны 2-й степени (1831; императорская корона к ордену в 1832)
- Знак отличия беспорочной службы за XX лет (1834)
- Орден Святого Георгия IV класса за 25 лет службы в офицерских чинах (1 декабря 1838)
- Орден Святого Владимира 3-й степени (1839)
- Орден Святого Станислава 1-й степени (1842)
- Знак отличия беспорочной службы за XXV лет (1842)
- Орден Святой Анны 1-й степени (1845; императорская корона к ордену в 1850)
- Знак отличия беспорочной службы за XXX лет (1847)
- Орден Святого Владимира 2-й степени (1850)
- Знак отличия беспорочной службы за XXXV лет (1853)
- Золотая полусабля с надписью «За храбрость» (7 августа 1831)
- Польский знак отличия «За военное достоинство» 3-й степени (1832)
- Медаль «За взятие приступом Варшавы» (1832)

## Семья
Был женат (с 20 декабря 1822) на своей двоюродной сестре, баронессе Марии фон Врангель (1802, Рига — 1885, Санкт-Петербург) — сестре Егора Ермолаевича Врангеля. Их дети:
- Оскар (1823—1854), подполковник драгунского Его Императорского Высочества Великого Князя Николая Николаевича полка, убит в сражении с турками при селении Кюрюк-Дара.
- Константин (1830—?)
- Павел (1834—?)
- Мария (1838—1912)

## Комментарии
1. ↑  «Большая российская энциклопедия» указывает, что он родился 29 июля (9 августа) 1794 года и умер 15 (27) октября 1855 года.
По другим сведениям (Долгоруков П. В. Российская родословная книга. — СПб.: Тип. Э. Веймара, 1856. — Т. 3. — С. 366.; Bauskas Vecie kapi Архивная копия от 20 декабря 2021 на Wayback Machine) он родился 21 июля (1 августа) 1794 года и умер 1 (13) октября 1855 года.